# Daniel Narcisse
Daniel Narcisse (Réunion, 7 de março de 1977) é um handebolista profissional francês, bicampeão olímpico.

## Carreira
Daniel Narcisse atua pela Seleção Francesa de Handebol desde 2000.